# Francis Greville (1er comte de Warwick)
Pour les articles homonymes, voir Greville.
Francis Greville, 1er comte de Warwick, (10 octobre 1719–8 juillet 1773), connu comme Lord Brooke de 1727 à 1746 et comte Brooke à partir de 1746, est un noble britannique.

## Biographie
Il hérite du château de Warwick et du titre de baron Brooke (en) de son père en 1727. Il est créé comte de Brooke, du château de Warwick, le 7 juillet 1746, et devient lord-lieutenant du Warwickshire en 1749. Il est chevalier du Chardon en 1743.
En 1759, il demande George II le titre de comte de Warwick lorsque le dernier comte de Warwick de la famille Rich est mort. Cela lui est accordé, et le château de Warwick est une fois de plus tenu par les comtes de Warwick.
Il est responsable de divers travaux de rénovation du château, dont la construction de la salle à manger et des appartements privés. Son style néo-gothique attire l'attention du tristement célèbre Horace Walpole. Capability Brown est embauché par le comte pour redessiner les jardins qui entourent le château. Il utilise également les services de Canaletto, qui est allé à peindre cinq célèbres vues du château. Son fils George Greville, 2e comte de Warwick a encore amélioré le château et a acheté beaucoup de son mobilier.

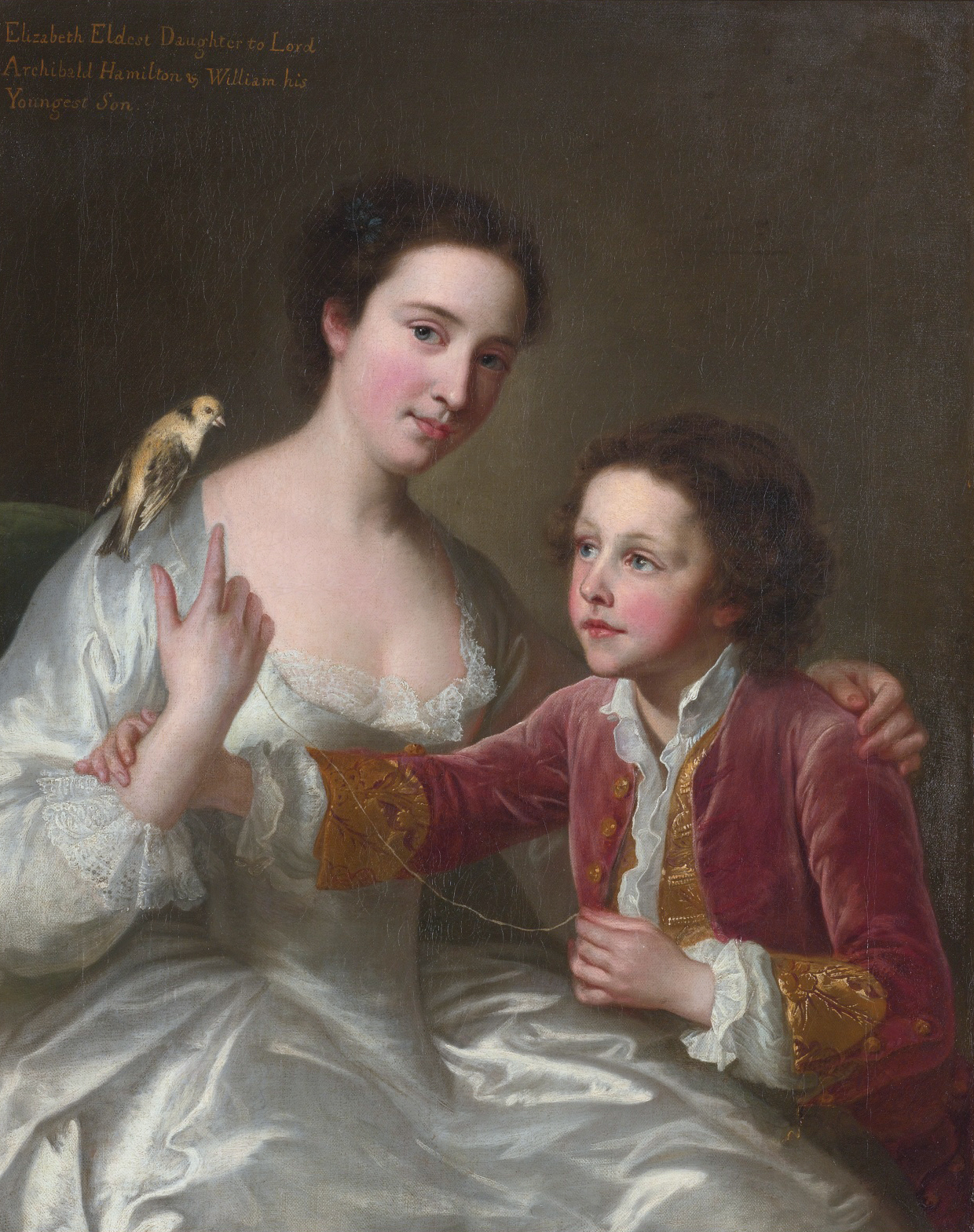
Elizabeth Hamilton, plus tard comtesse de Warwick (1720-1800), et son frère William (William Hoare).

Il épouse Elizabeth Hamilton, le 15 mai 1742 à Park Place, Remingham, Berkshire, fille d'Archibald Hamilton et Jane Hamilton, dont il a huit enfants :
- Louisa Greville (1743–), mariée à William Churchill en 1770, connue comme graveuse ;
- Frances Elizabeth Greville (11 mai 1744–6 avril 1825), épouse de Sir Henry Harpur (6e baronnet) en 1762 ;
- Charlotte Marie Greville (c.1745–31 mai 1763), épouse de John Stewart (7e comte de Galloway) en 1762 ;
- George Greville (2e comte de Warwick) (1746-1816) ;
- Isabella Greville, morte jeune ;
- Charles Francis Greville (1749-1809) ;
- Robert Fulke Greville (1751-1824) ;
- Anne Greville (1760-1783).